# ستيف أزار
ستيف أزار (بالإنجليزية: Steve Azar)‏ هو مغني ومغن مؤلف أمريكي، ولد في 11 أبريل 1964 في غرينفيل في الولايات المتحدة.

## وصلات خارجية
- الموقع الرسمي
- ستيف أزار على موقع ميوزك برينز (الإنجليزية)
- ستيف أزار على موقع ديسكوغز (الإنجليزية)